# Spectrum Pursuit Vehicle
Spectrum Pursuit Vehicle es el segundo álbum del dueto conformado por los músicos del género electrónico Martyn Ware y Vince Clarke publicado solo en CD en 2001. Esto forma parte de su proyecto común Illustrious Company.
Fue meramente un experimento de los músicos, de tan solo seis temas sin fines comerciales.
Es un álbum realizado para hacer trabajos de relajación. La versión original de 2 horas se tocó solo una vez en el Undercroft of the Roundhouse, Chalk Farm, London en febrero de 2000. El lugar
era una habitación circular de 12 metros de diámetro, revestida de tela blanca. Por medio de una iluminación especial se iba pasando de manera impercetible -a medida que se escuchaba la música- de un color a otro referidos a los nombres de cada segmento.
El álbum se grabó usando el sistema logic audio platinum. La idea era que se escuchara con auriculares para recibir los diferentes sonidos de un oído a otro -formato escucha binaural-.
En 2012, este álbum fue incluido en la caja recopilatoria The House of Illustrious.

## Listado de canciones
| Disco 10 (CD):Spectrum Pursuit Vehicle |                                   |              |          |  |
| N.º                                    | Título                            | Escritor(es) | Duración |  |
| 1.                                     | «White [you are in heaven]»       | Clarke/Ware  | 12:37    |  |
| 2.                                     | «Yellow [you are on a beach]»     | Clarke/Ware  | 12:01    |  |
| 3.                                     | «Red [you are in the womb]»       | Clarke/Ware  | 12:39    |  |
| 4.                                     | «Blue [you are underwater]»       | Clarke/Ware  | 12:20    |  |
| 5.                                     | «Green [you are in a forest]»     | Clarke/Ware  | 12:03    |  |
| 6.                                     | «White [you are in heaven again]» | Clarke/Ware  | 12:15    |  |